# Structure interorganisationnelle
 (mars 2011).
- Si vous ne connaissez pas le sujet, laissez ce bandeau (vous pouvez alors contacter les auteurs).
- Si vous supprimez le contenu mis en cause (vous pouvez préalablement contacter les auteurs),

argumentez précisément cette suppression dans la page de discussion
(un manque de référence n'est pas un argument ; une recherche réelle de référence doit avoir été effectuée, être formellement documentée).
 (mars 2011).
Si vous disposez d'ouvrages ou d'articles de référence ou si vous connaissez des sites web de qualité traitant du thème abordé ici, merci de compléter l'article en donnant les références utiles à sa vérifiabilité et en les liant à la section « Notes et références ».
Une structure interorganisationnelle est un réseau d’activités entre diverses  entreprises qui a pour but d'augmenter leur productivité[réf. nécessaire].

## Alliances stratégiques
Une alliance stratégique est une entente de  coopération (organisationnelle) entre deux ou plusieurs entreprises. Cette entente n'engendre pas la fusion ni l'association entière entre les entreprises. Souvent, ces alliances sont conclues entre des entreprises qui engendrent le même secteur d'activité mais résident dans des pays différents. Ces entreprises peuvent partager leurs connaissances techniques, leurs activités de recherche et de développement, l'utilisation de leurs installations de production et à vendre les produits ou services de son partenaire dans l'alliance. 
Une alliance stratégique permet à une entreprise de bénéficier d'une économie d'échelle, augmenter le savoir-faire technique dans le domaine et accéder à de nouveaux marchés par leurs nouveaux réseaux de marchands.

## Structure décloisonnée
Une structure décloisonnée consiste à éliminer les barrières entre les unités organisationnelles à l'intérieur d'une entreprise, ainsi qu'avec ses partenaires de l'extérieur.  "Essentiellement, une structure décloisonnée fait disparaître les frontières pour enfin améliorer les relations verticales, horizontales, externes et géographiques."

## Structure virtuelle
Une structure virtuelle est une structure souple en évolution constante. Elle permet à une entreprise d'entretenir des relations avec une entreprise un jour et avec une autre le lendemain. Une structure virtuelle permet à une entreprise de prendre les meilleures décisions pour elle-même en s'adaptant aux différentes situations. Les relations d'affaires dans cette structure sont moins durables.

## Structure modulaire
Une structure modulaire permet d'effectuer les activités primaires d'une entreprise de façon plus efficaces, économiques et rapides[réf. nécessaire]. Les activités secondaires, à leur tour, sont confiées à des organisations spécialisées dans le domaine en question. Par exemple, une entreprise fera recours à une firme de comptabilité pour publier ses états financiers.